# 陆象先
陆象先（665年—736年），本名景初，苏州吴县（今江苏省苏州市）人。
陆元方之子。清净寡欲，初任扬州参军，景雲二年（711年）與崔湜同为拜相。唐睿宗为他改名象先。唐玄宗時，外放益州（今四川省），先後擔任大都督府长史、剑南道按察使，在官“以宽仁为政”。司马韦抱真勸他要用刑罰（稍行杖罚）來建立自己的威嚴，“不然，恐下人怠堕，无所惧也。”陆象先卻表示何必以严刑树威，這只是“损人益己，恐非仁恕之道。”先天元年任河中尹，开元六年任蒲州刺史，開元二十四年（736年）卒，赠尚书左丞相，谥曰文贞。
成語“天下本无事，庸人扰之而烦耳。”即典故自《新唐书·陆象先传》。

## 子孙
- 陆泛，祕書少監，襲兗公
  - 陆冀，城門郎、橋陵令
  - 陆潀，刑部郎中
    - 陆演，汜水令
      - 陆招、陆權

  - 陆該，溧水令
    - 陆鏘
- 陆廣，沂州刺史
  - 陆眺，夏陽令、大理司直
- 陆偃，泉州刺史
  - 陆謀，丹楊丞
  - 陆祕，奉天尉
  - 陆預

陆象先另有孙名陆振。
陆泛另有四孙：湖城尉陆咸，生汝州參軍陆暈；汜水令、吳縣男陆兼物，生海鹽丞陆愬；揚府戶曹參軍陆兼并，生陆高；揚州兵曹參軍陆駉，生永嘉令陆楚、婺州刺史陆翹。

## 延伸阅读
[在维基数据编辑]
 《新唐書/卷116》，出自《新唐書》